# Ilha da Galheta
Ilha da Galheta är en ö i Brasilien.   Den ligger i delstaten Paraná, i den södra delen av landet, 1 100 km söder om huvudstaden Brasília. Arean är 0,10 kvadratkilometer.
Terrängen på Ilha da Galheta är platt. Öns högsta punkt är 60 meter över havet.